# Beilschmiedia neocaledonica
Beilschmiedia neocaledonica är en lagerväxtart som beskrevs av André Joseph Guillaume Henri Kostermans. Beilschmiedia neocaledonica ingår i släktet Beilschmiedia och familjen lagerväxter. Inga underarter finns listade i Catalogue of Life.